# Karlsdorf (Ukraina)
Karlsdorf – dawna wieś na Ukrainie, niedaleko Klimca, w rejonie skolskim obwodu lwowskiego.
Wieś została założona ok. 1835 przez Karla Scheiffa, dziedzica Smorza. Sprowadził on osadników niemieckich (zobacz Niemcy galicyjscy) z Czech, dla których zorganizowano parafię katolicką w 1843, w 1863 przeniesioną do Felizienthalu.
Za II Rzeczypospolitej do 1934 samodzielna gmina jednostkowa, następnie należała do zbiorowej wiejskiej gminy Tucholka. Początkowo w powiecie skolskim, a od 1932 w powiecie stryjskim w woj. stanisławowskim. 24 maja 1939 roku zmieniono nazwę wsi na Karolin. Po wojnie wieś weszła w struktury administracyjne Związku Radzieckiego. W miejscowości zlokalizowany był Komisariat Straży Celnej „Karlsdorf”.